# Mandy Minella

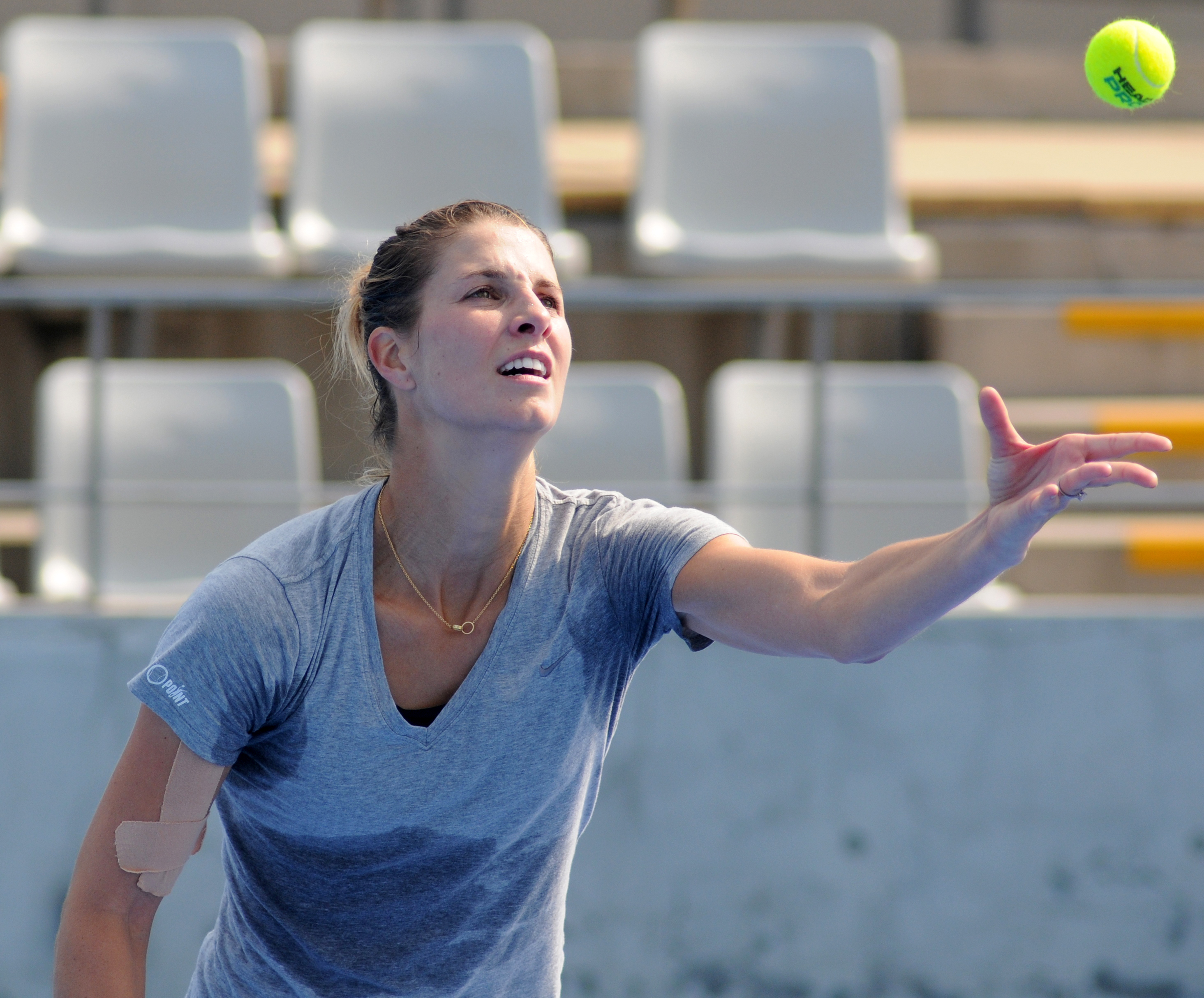
Peking 2014

Mandy Minella (Esch-sur-Alzette, 22 november 1985) is een professioneel tennisspeelster uit Luxemburg. Zij woont afwisselend in Parijs en haar geboorteplaats Esch-sur-Alzette. Op vijfjarige leeftijd begon zij met het spelen van tennis. Haar favoriete ondergronden zijn hardcourt en gravel. Zij speelt rechtshandig en heeft een tweehandige backhand.

## Loopbaan
In 2001 debuteerde zij op het ITF-toernooi in Westende, België. In mei 2004 won zij haar eerste ITF-toernooi, in Zadar, Kroatië. In totaal won zij elf ITF-titels in het enkelspel, en acht in het dubbelspel.
Tot op heden(juli 2019) won zij in het WTA-circuit vijf dubbelspeltitels, de eerste op het toernooi van Bogota in 2013, samen met de Hongaarse Tímea Babos. In het enkelspel bereikte zij voor het eerst in 2016 een WTA-finale – zij won het toernooi van Bol, door in de finale de Sloveense Polona Hercog te verslaan.
In de periode 2000–2019 maakte Minella deel uit van het Luxemburgse Fed Cup-team – zij behaalde daar een winst/verlies-balans van 29–41.

## Posities op deWTA-ranglijst
Positie per einde seizoen:
| jaar | rang enkelspel | rang dubbelspel |
| ---- | -------------- | --------------- |
| 2002 | 873            | –               |
| 2003 | 640            | –               |
| 2004 | 344            | 604             |
| 2005 | 254            | 344             |
| 2006 | 279            | 397             |
| 2007 | 401            | –               |
| 2008 | 330            | 414             |
| 2009 | 241            | 594             |
| 2010 | 133            | 422             |
| 2011 | 117            | 185             |
| 2012 | 75             | 65              |
| 2013 | 115            | 62              |
| 2014 | 156            | 83              |
| 2015 | 162            | 98              |
| 2016 | 103            | 159             |
| 2017 | 134            | 97              |
| 2018 | 111            | 289             |

## Palmares
| Legenda                | Legenda                  |
| ---------------------- | ------------------------ |
| Grandslamtoernooi      |                          |
| Olympische Spelen      |                          |
| Year-End Championships |                          |
| tot 2009               | 2009 – 2020 / vanaf 2021 |
| Tier I                 | Premier Mandatory        |
| Tier II                | Premier Five / WTA 1000  |
| Tier III               | Premier / WTA 500        |
| Tier IV & V            | International / WTA 250  |
|                        | Challenger / WTA 125     |

### WTA-finaleplaatsen enkelspel
| nr.              | finale     | toernooi   | ondergrond | tegenstandster | score    |         |
| ---------------- | ---------- | ---------- | ---------- | -------------- | -------- | ------- |
| gewonnen finales |            |            |            |                |          |         |
| 1.               | 2016-06-05 | WTA Bol    | gravel     | Polona Hercog  | 6-2, 6-3 | details |
| verloren finales |            |            |            |                |          |         |
| 1.               | 2018-07-22 | WTA Gstaad | gravel     | Alizé Cornet   | 4-6, 7-6 | details |

### WTA-finaleplaatsen vrouwendubbelspel
| nr.              | finale     | toernooi      | ondergrond    | partner            | tegenstandsters                          | score            |         |
| ---------------- | ---------- | ------------- | ------------- | ------------------ | ---------------------------------------- | ---------------- | ------- |
| gewonnen finales |            |               |               |                    |                                          |                  |         |
| 1.               | 2013-02-24 | WTA Bogota    | gravel        | Tímea Babos        | Eva Birnerová Aleksandra Panova          | 6-4, 6-3         | details |
| 2.               | 2013-04-28 | WTA Marrakesh | gravel        | Tímea Babos        | Petra Martić Kristina Mladenovic         | 6-3, 6-1         | details |
| 3.               | 2015-11-15 | WTA Limoges   | hardcourt (i) | Barbora Krejčíková | Margarita Gasparjan Oksana Kalasjnikova  | 1-6, 7-5, [10-6] | details |
| 4.               | 2016-11-20 | WTA Limoges   | hardcourt (i) | Elise Mertens      | Anna Smith Renata Voráčová               | 6-4, 6-4         | details |
| 5.               | 2019-06-08 | WTA Bol       | gravel        | Timea Bacsinszky   | Cornelia Lister Renata Voráčová          | 0-6 7-6, [10-4]  | details |
| verloren finales |            |               |               |                    |                                          |                  |         |
| 1.               | 2012-02-18 | WTA Bogota    | gravel        | Stefanie Vögele    | Eva Birnerová Aleksandra Panova          | 2-6, 2-6         | details |
| 2.               | 2013-01-12 | WTA Hobart    | hardcourt     | Tímea Babos        | Garbiñe Muguruza María Teresa Torró Flor | 3-6 55-7         | details |
| 3.               | 2013-09-14 | WTA Tasjkent  | hardcourt     | Volha Havartsova   | Tímea Babos Jaroslava Sjvedova           | 3-6, 3-6         | details |
| 4.               | 2014-09-21 | WTA Seoel     | hardcourt     | Mona Barthel       | Lara Arruabarrena Irina-Camelia Begu     | 3-6, 3-6         | details |
| 5.               | 2018-10-20 | WTA Luxemburg | hardcourt (i) | Vera Lapko         | Greet Minnen Alison Van Uytvanck         | 6-7, 2-6         | details |

### Gewonnen ITF-toernooien enkelspel
| nr. | finale     | toernooi            | ondergrond | tegenstandster in finale | score         | dotatie |
| --- | ---------- | ------------------- | ---------- | ------------------------ | ------------- | ------- |
| 1.  | 2004-05-23 | Zadar               | gravel     | Matea Mezak              | 7-5, 5-7, 6-4 | $10.000 |
| 2.  | 2005-08-06 | Gardone Val Trompia | gravel     | Sandra Záhlavová         | 6-4, 6-3      | $10.000 |
| 3.  | 2006-05-20 | Caserta             | gravel     | Alisa Klejbanova         | 6-2, 6-4      | $25.000 |
| 4.  | 2009-04-19 | Tessenderlo         | gravel     | Youlia Fedossova         | 7-5, 6-3      | $25.000 |
| 5.  | 2010-01-24 | Lutz                | gravel     | Jamie Hampton            | 6-2, 4-6, 6-2 | $25.000 |
| 6.  | 2010-07-04 | Vaihingen           | gravel     | Elise Tamaëla            | 6-4, 6-2      | $25.000 |
| 7.  | 2011-07-17 | Darmstadt           | gravel     | Karolína Plíšková        | 7-6, 6-2      | $25.000 |
| 8.  | 2013-11-10 | Captiva Island      | hardcourt  | Gabriela Dabrowski       | 6-3, 6-3      | $50.000 |
| 9.  | 2014-06-14 | Essen               | gravel     | Richèl Hogenkamp         | 6-2, 4-6, 6-3 | $25.000 |
| 10. | 2015-10-11 | Kirkland            | hardcourt  | Nicole Gibbs             | 2-6, 7-5, 6-2 | $50.000 |
| 11. | 2016-09-25 | Albuquerque         | hardcourt  | Verónica Cepede Royg     | 6-4, 7-5      | $75.000 |

### Gewonnen ITF-toernooien dubbelspel
| nr. | finale     | toernooi  | ondergrond | partner                | tegenstandsters in finale            | score            | dotatie  |
| --- | ---------- | --------- | ---------- | ---------------------- | ------------------------------------ | ---------------- | -------- |
| 1.  | 2004-04-05 | Napels    | gravel     | Elke Clijsters         | Michelle Gerards Mariëlle Hoogland   | 6-1, 6-0         | $10.000  |
| 2.  | 2004-05-23 | Zadar     | gravel     | Lisa Tognetti          | Martina Babáková Michaela Michálková | walk-over        | $10.000  |
| 3.  | 2010-07-04 | Vaihingen | gravel     | Irena Pavlovic         | Magdalena Kiszczyńska Erika Sema     | 6-3, 6-4         | $25.000  |
| 4.  | 2011-07-01 | Cuneo     | gravel     | Stefanie Vögele        | Eva Birnerová Vesna Dolonts          | 6-3, 6-2         | $100.000 |
| 5.  | 2012-02-11 | Cali      | gravel     | Karin Knapp            | Alexandra Cadanțu Ioana Raluca Olaru | 6-4, 6-3         | $100.000 |
| 6.  | 2015-04-12 | Medellín  | gravel     | Lourdes Domínguez Lino | Mariana Duque Mariño Julia Glushko   | 7-5, 4-6, [10-5] | $50.000  |
| 7.  | 2015-10-11 | Kirkland  | hardcourt  | Stéphanie Foretz       | Lesley Kerkhove Arantxa Rus          | 6-4, 4-6, [10-4] | $50.000  |
| 8.  | 2016-12-17 | Dubai     | hardcourt  | Nina Stojanović        | Hsieh Su-wei Valerija Savinych       | 6-3, 3-6, [10-4] | $100.000 |

### Gewonnen juniorentoernooien dubbelspel
| nr. | datum      | toernooi                     | ondergrond | partner         | tegenstandsters in finale     | score    | graad |
| --- | ---------- | ---------------------------- | ---------- | --------------- | ----------------------------- | -------- | ----- |
| 1.  | 2001-04-14 | French Riviera Int. Jr. Open | gravel     | Līga Dekmeijere | Virginie Oulevay Regina Temez | 6-0, 6-4 | 3     |

## Resultaten grandslamtoernooien
| Legenda | Legenda                          |
| ------- | -------------------------------- |
| g.t.    | geen toernooi gehouden           |
| l.c.    | lagere categorie                 |
| –       | niet deelgenomen                 |
| G       | uitgeschakeld in de groepsfase   |
| 1R      | uitgeschakeld in de eerste ronde |
| 2R      | uitgeschakeld in de tweede ronde |
| 3R      | uitgeschakeld in de derde ronde  |
| 4R      | uitgeschakeld in de vierde ronde |
| KF      | uitgeschakeld in de kwartfinale  |
| HF      | uitgeschakeld in de halve finale |
| F       | de finale verloren               |
| W       | het toernooi gewonnen            |
| w-v     | winst/verlies-balans             |

### Enkelspel
| Australian Open | –  | 1R | 1R | 2R | –  | 2R | –  | –  |
| Roland Garros   | –  | 1R | 1R | 1R | –  | 1R | 1R | 2R |
| Wimbledon       | –  | 1R | 1R | –  | 2R | 1R | –  | 1R |
| US Open         | 3R | 3R | 1R | –  | 1R | –  | –  |    |

### Vrouwendubbelspel
| toernooi        | 2012 | 2013 | 2014 | 2015 | 2016 | 2017 | 2018 | 2019 |
| --------------- | ---- | ---- | ---- | ---- | ---- | ---- | ---- | ---- |
| Australian Open | –    | 2R   | 1R   | 2R   | –    | 2R   | –    | –    |
| Roland Garros   | 2R   | 1R   | –    | 1R   | 1R   | 1R   | 1R   | 1R   |
| Wimbledon       | 3R   | 1R   | –    | 1R   | –    | 1R   | 1R   | 1R   |
| US Open         | 1R   | 1R   | –    | 1R   | –    | –    | –    |      |

### Gemengd dubbelspel
| Toernooi        | 2013 |
| --------------- | ---- |
| Australian Open | –    |
| Roland Garros   | 1R   |
| Wimbledon       | –    |
| US Open         | –    |